# توماس انولدسن
توماس انولدسن (هلندی: Thomas Enevoldsen؛ زادهٔ ۲۷ ژوئیهٔ ۱۹۸۷) یک بازیکن فوتبال اهل دانمارک است.
وی همچنین در تیم ملی فوتبال دانمارک بازی کرده‌است.